# Chuang 2021
Chuang 2021 (chinês simplificado: 创造营2021, pinyin: Chuàngzàoyíng 2021), também conhecido como Produce Camp 2021, é um reality show chinês para formar um grupo masculino, que estreou na Tencent Video em 17 de fevereiro de 2021. É a quarta edição da franquia Produce 101 China. Os vencedores estrearam como o grupo INTO1.

## Mentores

### Mentores principais
- Deng Chao — Apresentador[4]
- Ning Jing — Mentora de canto
- Zhou Shen — Mentor de canto
- Amber Liu — Mentora de rap
- Zhou Zhennan  — Mentor de rap e dança
- Nene — Assistente internacional

### Mentores especiais
- Kōki

## Formato
O programa chamou 90 trainees de diferentes nacionalidades, permitindo que eles cresçam e melhorem através de missões, treinamentos e avaliações, sob a liderança e orientação dos mentores. No final, 11 trainees serão escolhidos por votação dos telespectadores para formar um grupo multinacional.

## Participantes
Legenda
- Top 11 da semana
- Salvo da eliminação
- Deixou o programa
- Eliminado no Episódio 5
- Eliminado no Episódio 7
- Eliminado no Episódio 9
- Eliminado no Episódio 10
- Integrante do INTO1

| Empresa                                    | Nome                                                                 | Nacionalidade  | Avaliações | Avaliações | Avaliações | Avaliações | Avaliações | Avaliações | Classificações | Classificações | Classificações    | Classificações    | Classificações    | Classificações    | Classificações    | Classificações    | Classificações    | Classificações    | Classificações    | Classificações    | Classificações    | Classificações |
| Empresa                                    | Nome                                                                 | Nacionalidade  | 1ª         | 2ª         | 3ª         | 4ª         | 5ª         | 6ª         | E02            | E03            | E04               | E05               | E05               | E06               | E07               | E07               | E07               | E09               | E09               | E10               | E10               | Final          |
| Empresa                                    | Nome                                                                 | Nacionalidade  | 1ª         | 2ª         | 3ª         | 4ª         | 5ª         | 6ª         | #              | #              | #                 | #                 | Votos             | #                 | #                 | Votos             | #                 | #                 | Votos             | #                 | Votos             | #              |
| ------------------------------------------ | -------------------------------------------------------------------- | -------------- | ---------- | ---------- | ---------- | ---------- | ---------- | ---------- | -------------- | -------------- | ----------------- | ----------------- | ----------------- | ----------------- | ----------------- | ----------------- | ----------------- | ----------------- | ----------------- | ----------------- | ----------------- | -------------- |
| Avex                                       | Caelan Moriarty (庆怜) / (モリアティー慶怜) 1                        | Cuba           | B          | C          | B          | A          | B          | A          | 12             | 11             | 8                 | 8                 | 11,909,999        | 12                | 13                | 8,698,240         | 6                 | 6                 | 5,067,520         | 12                | 12,819,271        | 12             |
| Avex                                       | Kazuma Horikawa Mitchell (和马) / (ミッチェル和馬) 1 38              | Estados Unidos | C          | C          | F          | —          | —          | —          | 6              | 4              | Deixou o programa | Deixou o programa | Deixou o programa | Deixou o programa | Deixou o programa | Deixou o programa | Deixou o programa | Deixou o programa | Deixou o programa | Deixou o programa | Deixou o programa | 90             |
| Avex                                       | Mika Hashizume (米卡) / (橋爪ミカ) 1                                 | Estados Unidos | B→F        | B          | A          | A          | A          | A          | 1              | 1              | 3                 | 4                 | 17,639,804        | 6                 | 6                 | 12,155,973        | 3                 | 3                 | 6,977,253         | 4                 | 16,255,569        | 4              |
| Avex Warps                                 | Rikimaru Chikada (力丸) / (近田力丸) 2                               | Japão          | A          | A          | A          | A          | A          | A          | 8              | 8              | 4                 | 3                 | 18,446,706        | 3                 | 3                 | 14,538,347        | 4                 | 4                 | 6,503,416         | 3                 | 16,591,943        | 3              |
| Avex Warps                                 | Santa Uno (赞多) / (宇野賛多) 2                                      | Japão          | A          | C          | A          | A          | A          | A          | 4              | 2              | 2                 | 2                 | 19,576,309        | 4                 | 2                 | 14,773,950        | 2                 | 2                 | 7,435,270         | 2                 | 16,611,343        | 2              |
| Bad Water Entertainment (坏水娱乐)         | Xie Xingyang (谢兴阳) 3 26                                           | China          | F          | B          | C          | B          | B          | —          | 51             | 53             | 35                | 30                | 3,776,073         | 21                | 23                | 5,453,873         | 30                | 28                | 1,011,332         | Eliminado         | Eliminado         | 28             |
| Biubiu Culture (哔哟哔哟)                  | Liu Yu (刘宇) 4                                                      | China          | A          | A          | A          | A          | A          | A          | 7              | 6              | 1                 | 1                 | 21,308,912        | 1                 | 4                 | 14,433,893        | 1                 | 1                 | 11,836,817        | 1                 | 25,959,880        | 1              |
| Black Gold Enterainment (黑金计划)         | Wei Yujie (韦语节)                                                   | China          | F          | B          | C          | —          | 84         | 86         | 85             | 80             | 312,079           | Eliminado         | Eliminado         | Eliminado         | Eliminado         | Eliminado         | Eliminado         | Eliminado         | Eliminado         | Eliminado         | Eliminado         | 80             |
| Chen Xiaoxi Culture Media (晨小曦文化传媒) | Ye Haoran (叶皓然)                                                   | China          | C          | F          | F          | C          | —          | 34         | 40             | 41             | 36                | 2,974,918         | 38                | 39                | 2,841,539         | Eliminado         | Eliminado         | Eliminado         | Eliminado         | Eliminado         | Eliminado         | 39             |
| Chengmeng Culture (程梦文化)               | Gui Shangqi (贵尚奇) 5                                               | China          | F          | F          | C          | C          | —          | —          | 60             | 64             | 55                | 50                | 1,971,780         | 27                | 34                | 3,334,614         | Eliminado         | Eliminado         | Eliminado         | Eliminado         | Eliminado         | 34             |
| Chengmeng Culture (程梦文化)               | Li Jiahao (李家豪) 5                                                 | China          | C          | F          | C          | —          | —          | —          | 58             | 66             | 61                | 59                | 1,602,130         | Eliminado         | Eliminado         | Eliminado         | Eliminado         | Eliminado         | Eliminado         | Eliminado         | Eliminado         | 59             |
| Chengmeng Culture (程梦文化)               | Li Zekun (李泽坤) 5                                                  | China          | F          | B          | F          | —          | —          | —          | 59             | 67             | 60                | 57                | 1,644,677         | Eliminado         | Eliminado         | Eliminado         | Eliminado         | Eliminado         | Eliminado         | Eliminado         | Eliminado         | 57             |
| Diwon Media                                | Ichika Uehara (上原一翔) 6                                           | Japão          | B          | F          | F          | C          | —          | —          | 69             | 65             | 46                | 44                | 2,324,875         | 39                | 35                | 3,193,118         | Eliminado         | Eliminado         | Eliminado         | Eliminado         | Eliminado         | 35             |
| Dream Entertainment (梦娱魅姬)             | Li Jiaxiang (李嘉祥) 7                                               | China          | A          | C          | C          | —          | —          | —          | 35             | 43             | 54                | 64                | 1,338,664         | Eliminado         | Eliminado         | Eliminado         | Eliminado         | Eliminado         | Eliminado         | Eliminado         | Eliminado         | 64             |
| Esee Model (英模文化)                      | Lindow Ozaki (林豆) / (大﨑リンドウ)                                 | Japão          | F          | F          | F          | —          | —          | —          | 52             | 57             | 69                | 71                | 831,206           | Eliminado         | Eliminado         | Eliminado         | Eliminado         | Eliminado         | Eliminado         | Eliminado         | Eliminado         | 71             |
| Estarpro Club (eStar电竞俱乐部)            | Nuo Yan / Guo Guixin (諾言) / (郭桂鑫) 8                             | China          | C          | C          | F          | C          | —          | —          | 30             | 33             | 36                | 39                | 2,837,783         | 42                | 36                | 3,167,884         | Eliminado         | Eliminado         | Eliminado         | Eliminado         | Eliminado         | 36             |
| Fanling Culture (泛领文化)                 | Luo Yan (罗言)                                                       | China          | B          | A          | C          | C          | —          | —          | 65             | 59             | 51                | 38                | 2,872,334         | 44                | 37                | 2,918,977         | Eliminado         | Eliminado         | Eliminado         | Eliminado         | Eliminado         | 37             |
| FLOWSIXTEEN                                | He Zhenyu (何圳煜)                                                   | Hong Kong      | B          | C          | B          | C          | —          | —          | 36             | 45             | 44                | 47                | 2,199,639         | 51                | 51                | 311,194           | Eliminado         | Eliminado         | Eliminado         | Eliminado         | Eliminado         | 51             |
| FLOWSIXTEEN                                | Huang Kun (黄鲲) 9                                                   | China          | C          | F          | C          | C          | —          | —          | 49             | 56             | 43                | 42                | 2,534,130         | 50                | 49                | 525,002           | Eliminado         | Eliminado         | Eliminado         | Eliminado         | Eliminado         | 49             |
| FLOWSIXTEEN                                | Zhang Xingte (张星特) 19 24                                          | China          | B          | B          | B          | B          | B          | B          | 26             | 27             | 23                | 21                | 5,310,719         | 23                | 18                | 6,416,020         | 15                | 16                | 2,950,003         | 16                | 2,572,435         | 16             |
| Godly Entertainment (虔来娱乐)             | Fan Zhener (范臻尔)                                                  | China          | C          | C          | C          | C          | —          | —          | 17             | 22             | 38                | 45                | 2,284,339         | 55                | 55                | 54,262            | Eliminado         | Eliminado         | Eliminado         | Eliminado         | Eliminado         | 55             |
| Haixi Media (海西传媒)                     | Jiang Dunhao (蒋敦豪) 10                                             | China          | F          | F          | B          | C          | —          | —          | 42             | 44             | 56                | 53                | 1,847,270         | 47                | 47                | 895,160           | Eliminado         | 47                |                   |                   |                   |                |
| Haohan Entertainment (浩瀚娱乐)            | Xue Bayi (薛八一) 11                                                 | China          | C          | B          | F          | B          | B          | B          | 54             | 47             | 33                | 28                | 3,915,599         | 28                | 29                | 4,157,566         | 22                | 18                | 2,439,967         | 25                | 163,088           | 25             |
| He Yifan Studio (何屹繁工作室)             | He Yifan (何屹繁) 12 15                                              | China          | C          | F          | C          | B          | B          | —          | 22             | 26             | 27                | 31                | 3,550,158         | 26                | 25                | 4,994,831         | 28                | 30                | 918,424           | Eliminado         | Eliminado         | 30             |
| He&She Entertainment (贺喜娱乐)            | Shingo Kadowaki (门胁慎刚) 13                                        | Japão          | B          | B          | B          | —          | —          | —          | 73             | 73             | 71                | 70                | 863,603           | Eliminado         | Eliminado         | Eliminado         | Eliminado         | Eliminado         | Eliminado         | Eliminado         | Eliminado         | 70             |
| Hippo Film (河马影业)                      | Wu Hai (吴海)                                                        | China          | B          | B          | B          | C          | B          | —          | 55             | 68             | 53                | 43                | 2,527,470         | 35                | 28                | 4,160,952         | 29                | 29                | 961,192           | Eliminado         | Eliminado         | 29             |
| Mengyang Culture (萌扬文化)                | Wei Ziyue (魏子越) 14 15                                             | China          | C          | A          | C          | C          | B          | —          | 41             | 38             | 42                | 46                | 2,203,940         | 34                | 27                | 4,213,924         | 31                | 31                | 434,028           | Eliminado         | Eliminado         | 31             |
| Hot Idol (好好榜样)                        | Yu Yang (于洋)                                                       | China          | A          | C          | B          | C          | —          | —          | 33             | 39             | 40                | 41                | 2,612,301         | 43                | 44                | 1,676,054         | Eliminado         | Eliminado         | Eliminado         | Eliminado         | Eliminado         | 44             |
| Hot Idol (好好榜样)                        | Cao Zuo (曹左)                                                       | China          | F          | B          | B          | —          | —          | —          | 31             | 46             | 63                | 66                | 1,176,833         | Eliminado         | Eliminado         | Eliminado         | Eliminado         | Eliminado         | Eliminado         | Eliminado         | Eliminado         | 66             |
| Hot Idol (好好榜样)                        | Oscar / Wang Zhengxiong (奥斯卡) / (王政熊) 16                       | Brasil         | A→B→A      | C          | B          | A          | A          | B          | 10             | 10             | 10                | 11                | 10,007,720        | 11                | 5                 | 12,336,864        | 17                | 17                | 2,854,135         | 13                | 12,230,067        | 13             |
| Hot Idol (好好榜样)                        | Zhang Zhang (张璋)                                                   | China          | F          | B          | C          | C          | —          | —          | 44             | 50             | 59                | 51                | 1,956,108         | 54                | 54                | 119,878           | Eliminado         | Eliminado         | Eliminado         | Eliminado         | Eliminado         | 54             |
| Hot Idol (好好榜样)                        | Liu Yandongji (刘严冬季)                                             | China          | C          | F          | F          | —          | —          | —          | 39             | 52             | 72                | 75                | 599,028           | Eliminado         | Eliminado         | Eliminado         | Eliminado         | Eliminado         | Eliminado         | Eliminado         | Eliminado         | 75             |
| I.E. One Entertainment (缔壹娱乐)          | Rong Yao (荣耀)                                                      | China          | F          | F          | C          | C          | B          | —          | 48             | 37             | 37                | 40                | 2,805,829         | 29                | 31                | 4,066,917         | 33                | 33                | 116,313           | Eliminado         | Eliminado         | 33             |
| Individual Trainees                        | Chen Ruifeng (陈瑞丰)                                                | China          | C          | C          | F          | —          | —          | —          | 81             | 83             | 83                | 85                | 221,348           | Eliminado         | Eliminado         | Eliminado         | Eliminado         | Eliminado         | Eliminado         | Eliminado         | Eliminado         | 85             |
| Individual Trainees                        | David Kolosov (大卫) / (Давид Колосов)                               | Rússia         | C          | B          | F          | —          | —          | —          | 50             | 51             | 58                | 56                | 1,671,088         | Eliminado         | Eliminado         | Eliminado         | Eliminado         | Eliminado         | Eliminado         | Eliminado         | Eliminado         | 56             |
| Individual Trainees                        | Han Peiquan (韩佩泉) 24                                              | China          | A          | F          | F          | B          | —          | —          | 27             | 21             | 17                | 19                | 6,354,663         | 33                | 40                | 2,536,229         | Eliminado         | Eliminado         | Eliminado         | Eliminado         | Eliminado         | 40             |
| Individual Trainees                        | Jing Long (井胧) 24                                                  | China          | B          | C          | B          | B          | B          | —          | 11             | 18             | 14                | 15                | 8,974,409         | 25                | 33                | 3,616,730         | 25                | 26                | 1,480,501         | Eliminado         | Eliminado         | 26             |
| Individual Trainees                        | Ling Xiao (凌箫) 17                                                  | China          | C          | C          | F          | —          | —          | —          | 53             | 58             | 66                | 67                | 1,162,165         | Eliminado         | Eliminado         | Eliminado         | Eliminado         | Eliminado         | Eliminado         | Eliminado         | Eliminado         | 67             |
| Individual Trainees                        | Liu Tanghui (刘唐辉) 16                                              | China          | F          | B          | F          | —          | —          | —          | 79             | 79             | 62                | 61                | 1,418,497         | Eliminado         | Eliminado         | Eliminado         | Eliminado         | Eliminado         | Eliminado         | Eliminado         | Eliminado         | 61             |
| Individual Trainees                        | Ryo Harabe (原部凌)                                                  | Japão          | B          | B          | B          | —          | —          | —          | 72             | 71             | 73                | 72                | 764,508           | Eliminado         | Eliminado         | Eliminado         | Eliminado         | Eliminado         | Eliminado         | Eliminado         | Eliminado         | 72             |
| Individual Trainees                        | Luke Pfleger (卢克)                                                  | Estados Unidos | C          | F          | C          | —          | —          | —          | 88             | 90             | 82                | 84                | 233,686           | Eliminado         | Eliminado         | Eliminado         | Eliminado         | Eliminado         | Eliminado         | Eliminado         | Eliminado         | 84             |
| Individual Trainees                        | Yu Gengyin (俞更寅) 12                                               | China          | A          | B          | A          | B          | B          | B          | 25             | 28             | 24                | 22                | 4,889,952         | 16                | 22                | 5,842,246         | 23                | 23                | 1,786,773         | 21                | 1,421,946         | 21             |
| Individual Trainees                        | Yuya Tsuzuki (都筑雄哉) 18                                           | Japão          | C          | C          | F          | —          | —          | —          | 68             | 72             | 57                | 60                | 1,511,462         | Eliminado         | Eliminado         | Eliminado         | Eliminado         | Eliminado         | Eliminado         | Eliminado         | Eliminado         | 60             |
| Individual Trainees                        | Zhang Teng (张腾) 19                                                 | China          | C          | B          | F          | B          | B          | —          | 28             | 23             | 25                | 26                | 4,135,523         | 22                | 30                | 4,117,512         | 32                | 32                | 403,085           | Eliminado         | Eliminado         | 32             |
| Insight Entertainment (洞察娱乐)           | Nine / Kornchid Boonsathitpakdee (高卿尘) / (นาย / กรชิต บุญสถิต์ภักดี) 20 | Tailândia      | B          | C          | B          | B          | B          | A          | 13             | 15             | 15                | 16                | 8,441,438         | 14                | 14                | 8,443,364         | 8                 | 7                 | 4,475,569         | 5                 | 13,898,339        | 5              |
| Insight Entertainment (洞察娱乐)           | Patrick / Nattawat Finkler (尹浩宇) / (แพทริค / ณัฐวรรธ์ ฟิงค์เลอร์) 21    | Tailândia      | B→F        | C          | A          | A          | A          | A          | 21             | 12             | 12                | 9                 | 10,463,315        | 8                 | 7                 | 11,241,829        | 5                 | 5                 | 5,330,748         | 9                 | 13,359,428        | 9              |
| Jaywalk Newjoy (嘉行传媒)                  | He Yijun (何懿峻) 16                                                 | China          | F          | B          | F          | C          | —          | —          | 83             | 84             | 68                | 55                | 1,714,910         | 52                | 53                | 263,894           | Eliminado         | Eliminado         | Eliminado         | Eliminado         | Eliminado         | 53             |
| Jaywalk Newjoy (嘉行传媒)                  | Qian Zhengyu (钱政宇)                                                | China          | F          | B          | F          | —          | —          | —          | 80             | 82             | 81                | 83                | 235,726           | Eliminado         | Eliminado         | Eliminado         | Eliminado         | Eliminado         | Eliminado         | Eliminado         | Eliminado         | 83             |
| Jaywalk Newjoy (嘉行传媒)                  | Xu Shengzi (徐圣兹)                                                  | China          | B          | F          | B          | —          | —          | —          | 85             | 89             | 88                | 88                | 152,563           | Eliminado         | Eliminado         | Eliminado         | Eliminado         | Eliminado         | Eliminado         | Eliminado         | Eliminado         | 88             |
| Jaywalk Newjoy (嘉行传媒)                  | Zhou Keyu / Daniel (周柯宇) 22                                       | Estados Unidos | A→B→F      | C          | C          | A          | A          | A          | 2              | 3              | 5                 | 5                 | 16,906,210        | 2                 | 1                 | 15,266,078        | 7                 | 8                 | 4,435,889         | 10                | 13,279,523        | 10             |
| Jiashang Media (嘉尚传媒)                  | Chen Junjie (陈俊洁)                                                 | China          | C          | B          | F          | —          | —          | —          | 70             | 75             | 74                | 73                | 660,450           | Eliminado         | Eliminado         | Eliminado         | Eliminado         | Eliminado         | Eliminado         | Eliminado         | Eliminado         | 73             |
| Jiashang Media (嘉尚传媒)                  | Li Peiyang (李沛洋)                                                  | China          | F          | B          | F          | —          | —          | —          | 76             | 55             | 67                | 68                | 1,157,439         | Eliminado         | Eliminado         | Eliminado         | Eliminado         | Eliminado         | Eliminado         | Eliminado         | Eliminado         | 68             |
| Jiashang Media (嘉尚传媒)                  | Zheng Mingxin (郑明鑫)                                               | China          | F          | B          | F          | —          | —          | —          | 77             | 78             | 76                | 76                | 506,811           | Eliminado         | Eliminado         | Eliminado         | Eliminado         | Eliminado         | Eliminado         | Eliminado         | Eliminado         | 76             |
| Joy Media (无忧传媒)                       | Zhang Xinyao (张欣尧) 23                                             | China          | C          | B          | B          | B          | B          | B          | 18             | 17             | 19                | 20                | 5,667,546         | 20                | 20                | 6,265,651         | 21                | 20                | 1,856,888         | 20                | 1,560,064         | 20             |
| KING Holdings                              | Lelush / Vladislav Sidorov (利路修) / (Владислав Сидоров)            | Rússia         | F          | B          | F          | B          | B          | A          | 74             | 49             | 34                | 29                | 3,869,738         | 19                | 21                | 6,070,507         | 12                | 10                | 4,019,170         | 17                | 1,960,253         | 17             |
| KINGS Artists                              | Yuu / Yujin Kiuchi (喜内優心)                                        | Japão          | C          | B          | C          | —          | —          | —          | 71             | 69             | 64                | 63                | 1,371,731         | Eliminado         | Eliminado         | Eliminado         | Eliminado         | Eliminado         | Eliminado         | Eliminado         | Eliminado         | 63             |
| L. Tao Entertaiment (龙韬娱乐)             | Lin Yuxiu (林煜修) 15                                                | Taiwan         | F          | B          | F          | —          | —          | —          | 38             | 35             | 45                | 58                | 1,614,903         | Eliminado         | Eliminado         | Eliminado         | Eliminado         | Eliminado         | Eliminado         | Eliminado         | Eliminado         | 58             |
| Lu Dinghao Studio                          | Lu Dinghao (陸定昊) 25 26                                            | China          | F          | B          | F          | B          | —          | —          | 23             | 24             | 30                | 33                | 3,194,874         | 40                | 41                | 2,332,588         | Eliminado         | Eliminado         | Eliminado         | Eliminado         | Eliminado         | 41             |
| M+ Entertainment (木加互娱)                | Zeng Hanjiang (曾涵江)                                               | China          | B          | B          | F          | C          | B          | —          | 47             | 41             | 39                | 37                | 2,872,735         | 32                | 26                | 4,523,109         | 26                | 27                | 1,013,975         | Eliminado         | Eliminado         | 27             |
| Mango TV (星芒互娱)                        | Shao Mingming (邵明明) 27 33                                         | China          | C          | F          | F          | B          | —          | —          | 15             | 19             | 21                | 23                | 4,377,584         | 37                | 42                | 2,233,856         | Eliminado         | Eliminado         | Eliminado         | Eliminado         | Eliminado         | 42             |
| Migo Tom (哇偶文化)                        | Wang Xiaochen (王孝辰) 28                                            | China          | F          | B          | B          | C          | —          | —          | 56             | 60             | 50                | 52                | 1,888,192         | 45                | 45                | 1,407,021         | Eliminado         | Eliminado         | Eliminado         | Eliminado         | Eliminado         | 45             |
| Mistar                                     | Hu Yetao (胡烨韬) 24                                                 | China          | A          | A          | A          | B          | B          | B          | 37             | 34             | 29                | 25                | 4,212,453         | 31                | 32                | 3,631,076         | 27                | 25                | 1,532,797         | 23                | 823,603           | 23             |
| Musical Freedom (橙子映像)                 | Li Luoer (李洛尔)                                                    | China          | B          | A          | C          | C          | —          | —          | 45             | 30             | 32                | 35                | 3,046,577         | 36                | 43                | 1,854,769         | Eliminado         | Eliminado         | Eliminado         | Eliminado         | Eliminado         | 43             |
| Original Plan (原际画)                     | Lin Mo (林墨) 29                                                     | China          | A→B→A      | B          | A          | A          | A          | A          | 9              | 9              | 6                 | 6                 | 13,990,221        | 5                 | 8                 | 10,806,994        | 9                 | 9                 | 4,334,075         | 6                 | 13,700,082        | 6              |
| Original Plan (原际画)                     | Yi Han (怿涵)                                                        | China          | C          | A          | F          | —          | —          | —          | 43             | 48             | 52                | 62                | 1,400,284         | Eliminado         | Eliminado         | Eliminado         | Eliminado         | Eliminado         | Eliminado         | Eliminado         | Eliminado         | 62             |
| Polar Bear Entertainment (北极熊文化)      | Xiao Lihuan (肖力桓)                                                 | China          | C          | B          | C          | —          | —          | —          | 78             | 80             | 86                | 74                | 626,781           | Eliminado         | Eliminado         | Eliminado         | Eliminado         | Eliminado         | Eliminado         | Eliminado         | Eliminado         | 74             |
| Prince Culture (普林赛斯)                  | Wu Yuheng (吴宇恒) 30                                                | China          | C          | A          | A          | B          | B          | B          | 16             | 16             | 13                | 14                | 9,412,096         | 17                | 16                | 7,659,034         | 18                | 19                | 2,000,953         | 18                | 1,829,783         | 18             |
| Qigu Culture (齐鼓文化)                    | Xu Shaolan (徐绍岚)                                                  | China          | B          | A          | C          | C          | —          | —          | 64             | 54             | 48                | 48                | 2,126,282         | 53                | 52                | 286,303           | Eliminado         | Eliminado         | Eliminado         | Eliminado         | Eliminado         | 52             |
| RBW Entertainment                          | Hiroto Ikumi (井汲大翔) 31                                           | Japão          | B          | A          | B          | B          | B          | B          | 29             | 29             | 18                | 17                | 6,895,112         | 15                | 12                | 8,856,294         | 14                | 14                | 3,441,630         | 15                | 5,477,202         | 15             |
| RBW Entertainment                          | Jumpei Sumita (隅田隼平)                                             | Japão          | F          | F          | B          | —          | —          | —          | 89             | 87             | 87                | 87                | 159,288           | Eliminado         | Eliminado         | Eliminado         | Eliminado         | Eliminado         | Eliminado         | Eliminado         | Eliminado         | 87             |
| RBW Entertainment                          | Keiya Taguchi (田口馨也) 31                                          | Japão          | F          | B          | F          | —          | —          | —          | 87             | 85             | 79                | 78                | 415,243           | Eliminado         | Eliminado         | Eliminado         | Eliminado         | Eliminado         | Eliminado         | Eliminado         | Eliminado         | 78             |
| Revive (天王星娱乐)                        | Amu Hanyuda (羽生田挙武) 32                                          | Japão          | B          | F          | B          | B          | B          | B          | 40             | 32             | 26                | 27                | 4,008,131         | 30                | 24                | 5,271,024         | 24                | 24                | 1,585,282         | 24                | 441,526           | 24             |
| Rock Sound Media (石声传媒)                | Andy Shamray (安迪) / (Андрей Шамрай)                                | Ucrânia        | B          | F          | B          | —          | —          | —          | 82             | 81             | 80                | 81                | 260,851           | Eliminado         | Eliminado         | Eliminado         | Eliminado         | Eliminado         | Eliminado         | Eliminado         | Eliminado         | 81             |
| SDT Entertainment (SDT娱乐)                | Dai Shaodong (代少冬) 28                                             | China          | B→A→B      | F          | B          | C          | —          | —          | 32             | 31             | 31                | 34                | 3,107,098         | 48                | 48                | 793,684           | Eliminado         | Eliminado         | Eliminado         | Eliminado         | Eliminado         | 48             |
| Soundnova Culture (声曜文化)               | Lailai / Asuka Ichinose (一之濑飞鸟) 33                              | Japão          | F          | F          | F          | B          | —          | —          | 24             | 25             | 28                | 32                | 3,456,699         | 49                | 50                | 455,850           | Eliminado         | Eliminado         | Eliminado         | Eliminado         | Eliminado         | 50             |
| Stardust Promotion (星尘事务所)            | Eisho Sato (佐藤永翔)                                                | Japão          | C          | F          | F          | C          | —          | —          | 61             | 62             | 49                | 49                | 2,050,957         | 41                | 38                | 2,918,810         | Eliminado         | Eliminado         | Eliminado         | Eliminado         | Eliminado         | 38             |
| STF Entertainment                          | Li Zhengting (李政庭)                                                | China          | F          | F          | C          | —          | —          | —          | 63             | 61             | 65                | 69                | 921,464           | Eliminado         | Eliminado         | Eliminado         | Eliminado         | Eliminado         | Eliminado         | Eliminado         | Eliminado         | 69             |
| Superblazing Planet (超燃星球)             | Akezhuli (阿克朱力)                                                  | China          | F          | B          | F          | —          | —          | —          | 62             | 74             | 78                | 82                | 252,359           | Eliminado         | Eliminado         | Eliminado         | Eliminado         | Eliminado         | Eliminado         | Eliminado         | Eliminado         | 82             |
| Superblazing Planet (超燃星球)             | Gu Liulin (谷柳霖)                                                   | China          | B          | C          | B          | —          | —          | —          | 57             | 70             | 77                | 79                | 366,659           | Eliminado         | Eliminado         | Eliminado         | Eliminado         | Eliminado         | Eliminado         | Eliminado         | Eliminado         | 79             |
| Superblazing Planet (超燃星球)             | Li Tailong (李泰龙)                                                  | China          | C          | F          | F          | —          | —          | —          | 66             | 77             | 84                | 86                | 162,391           | Eliminado         | Eliminado         | Eliminado         | Eliminado         | Eliminado         | Eliminado         | Eliminado         | Eliminado         | 86             |
| W8VES                                      | Liu Zhang (刘彰) 34                                                  | China          | B→F        | B          | B          | B          | B          | B          | 20             | 13             | 16                | 13                | 9,565,832         | 18                | 15                | 7,940871          | 13                | 13                | 3,493,794         | 11                | 13,274,812        | 11             |
| Wajijiwa Entertainment (哇唧唧哇娱乐)      | Fu Sichao (付思超) 35                                                | China          | C          | B          | F          | B          | B          | B          | 14             | 20             | 22                | 24                | 4,277,208         | 24                | 19                | 6,360,061         | 19                | 21                | 1,801,192         | 22                | 8,931,191         | 22             |
| Wajijiwa Entertainment (哇唧唧哇娱乐)      | Ren Yinpeng (任胤蓬) 35                                              | China          | C          | A          | F          | A          | B          | B          | 5              | 5              | 9                 | 10                | 10,034,180        | 13                | 17                | 6,581,482         | 20                | 22                | 1,798,968         | 19                | 1,802,420         | 19             |
| Wajijiwa Entertainment (哇唧唧哇娱乐)      | Zhang Jiayuan (张嘉元) 35                                            | China          | C          | B          | C          | A          | A          | A          | 3              | 7              | 7                 | 7                 | 12,624,851        | 10                | 10                | 9,477,805         | 11                | 11                | 3,816,761         | 8                 | 13,612,487        | 8              |
| White Media (白色系)                       | Bo Yuan (伯远) 36                                                    | China          | A          | B          | A          | B          | A          | B          | 46             | 36             | 20                | 18                | 6,375,096         | 7                 | 9                 | 10,075,053        | 10                | 12                | 3,812,396         | 7                 | 13,651,294        | 7              |
| Xiangxingli Culture (相星力文化)           | Wang Zehao (王泽浩)                                                  | China          | B          | C          | C          | —          | —          | —          | 86             | 88             | 89                | 89                | 124,907           | Eliminado         | Eliminado         | Eliminado         | Eliminado         | Eliminado         | Eliminado         | Eliminado         | Eliminado         | 89             |
| Xinhua Beiyi Culture (新华贝易)            | Liu Cong (刘聪) 16                                                   | China          | C          | F          | F          | —          | —          | —          | 75             | 63             | 75                | 77                | 465,141           | Eliminado         | Eliminado         | Eliminado         | Eliminado         | Eliminado         | Eliminado         | Eliminado         | Eliminado         | 77             |
| Xinhua Beiyi Culture (新华贝易)            | Qu Boyu (屈柏宇) 16                                                  | China          | F          | F          | F          | C          | —          | —          | 67             | 42             | 47                | 54                | 1,835,885         | 46                | 46                | 1,061346          | Eliminado         | Eliminado         | Eliminado         | Eliminado         | Eliminado         | 46             |
| Yiling Media (壹聆传媒)                    | Lai Yaoxiang (赖耀翔) 37                                             | Taiwan         | F          | F          | A          | —          | —          | —          | 90             | 76             | 70                | 65                | 1,197,864         | Eliminado         | Eliminado         | Eliminado         | Eliminado         | Eliminado         | Eliminado         | Eliminado         | Eliminado         | 65             |
| Yuxiao Media (聿潇传媒)                    | Gan Wangxing (甘望星) 24                                             | China          | C          | C          | C          | B          | A          | B          | 19             | 14             | 11                | 12                | 9,794,669         | 9                 | 11                | 9,459,262         | 16                | 15                | 2,999,737         | 14                | 7,469,378         | 14             |

### Top 11
| Classificação | Episódio 2             | Episódio 3             | Episódio 4             | Episódio 5             | Episódio 6             | Episódio 7             | Episódio 8             | Episódio 9             | Episódio 10            |
| ------------- | ---------------------- | ---------------------- | ---------------------- | ---------------------- | ---------------------- | ---------------------- | ---------------------- | ---------------------- | ---------------------- |
| 1             | Mika (米卡)            | Mika (米卡)            | Liu Yu (刘宇)          | Liu Yu (刘宇)          | Liu Yu (刘宇)          | Zhou Keyu (周柯宇)     | Liu Yu (刘宇)          | Liu Yu (刘宇)          | Liu Yu (刘宇)          |
| 2             | Zhou Keyu (周柯宇)     | Santa (赞多)           | Santa (赞多)           | Santa (赞多)           | Zhou Keyu (周柯宇)     | Santa (赞多)           | Santa (赞多)           | Santa (赞多)           | Santa (赞多)           |
| 3             | Zhang Jiayuan (张嘉元) | Zhou Keyu (周柯宇)     | Mika (米卡)            | Rikimaru / Riki (力丸) | Rikimaru / Riki (力丸) | Rikimaru / Riki (力丸) | Mika (米卡)            | Mika (米卡)            | Rikimaru / Riki (力丸) |
| 4             | Santa (赞多)           | Kazuma / Hema (和马)   | Rikimaru / Riki (力丸) | Mika (米卡)            | Santa (赞多)           | Liu Yu (刘宇)          | Rikimaru / Riki (力丸) | Rikimaru / Riki (力丸) | Mika (米卡)            |
| 5             | Ren Yinpeng (任胤蓬)   | Ren Yinpeng (任胤蓬)   | Zhou Keyu (周柯宇)     | Zhou Keyu (周柯宇)     | Lin Mo (林墨)          | Oscar (奥斯卡)         | Patrick (尹浩宇)       | Patrick (尹浩宇)       | Nine (高卿尘)          |
| 6             | Kazuma / Hema (和马)   | Liu Yu (刘宇)          | Lin Mo (林墨)          | Lin Mo (林墨)          | Mika (米卡)            | Mika (米卡)            | Caelan (庆怜)          | Caelan (庆怜)          | Lin Mo (林墨)          |
| 7             | Liu Yu (刘宇)          | Zhang Jiayuan (张嘉元) | Zhang Jiayuan (张嘉元) | Zhang Jiayuan (张嘉元) | Bo Yuan (伯远)         | Patrick (尹浩宇)       | Zhou Keyu (周柯宇)     | Nine (高卿尘)          | Bo Yuan (伯远)         |
| 8             | Rikimaru / Riki (力丸) | Rikimaru / Riki (力丸) | Caelan (庆怜)          | Caelan (庆怜)          | Patrick (尹浩宇)       | Lin Mo (林墨)          | Nine (高卿尘)          | Zhou Keyu (周柯宇)     | Zhang Jiayuan (张嘉元) |
| 9             | Lin Mo (林墨)          | Lin Mo (林墨)          | Ren Yinpeng (任胤蓬)   | Patrick (尹浩宇)       | Gan Wangxing (甘望星)  | Bo Yuan (伯远)         | Lin Mo (林墨)          | Lin Mo (林墨)          | Patrick (尹浩宇)       |
| 10            | Oscar (奥斯卡)         | Oscar (奥斯卡)         | Oscar (奥斯卡)         | Ren Yinpeng (任胤蓬)   | Zhang Jiayuan (张嘉元) | Zhang Jiayuan (张嘉元) | Bo Yuan (伯远)         | Lelush (利路修)        | Zhou Keyu (周柯宇)     |
| 11            | Jing Long (井胧)       | Caelan (庆怜)          | Gan Wangxing (甘望星)  | Oscar (奥斯卡)         | Oscar (奥斯卡)         | Gan Wangxing (甘望星)  | Zhang Jiayuan (张嘉元) | Zhang Jiayuan (张嘉元) | Liu Zhang (刘彰)       |

## Missões

### Missão 1: Batalha de grupos
Legenda
- Grupo Vencedor
- Center/Líder
- Center/Líder e MVP
- MVP

| # | Time | Música                              | Artista original               | Integrantes do time | 2ª avaliação de classe |
| - | --- | ----------------------------------- | ------------------------------ | ------------------- | ---------------------- |
| 1 | Overlord of the Flower Islands 《海岛霸王花》                                                                      | Lit (蓮)                            | Lay Zhang                      | Li Luoer            | A                      |
| 1 | Overlord of the Flower Islands 《海岛霸王花》                                                                      | Lit (蓮)                            | Lay Zhang                      | Rikimaru            | A                      |
| 1 | Overlord of the Flower Islands 《海岛霸王花》                                                                      | Lit (蓮)                            | Lay Zhang                      | Liu Yu              | A                      |
| 1 | Overlord of the Flower Islands 《海岛霸王花》                                                                      | Lit (蓮)                            | Lay Zhang                      | Luo Yan             | A                      |
| 1 | Overlord of the Flower Islands 《海岛霸王花》                                                                      | Lit (蓮)                            | Lay Zhang                      | Ren Yinpeng         | A                      |
| 1 | Overlord of the Flower Islands 《海岛霸王花》                                                                      | Lit (蓮)                            | Lay Zhang                      | Xu Shaolan          | A                      |
| 1 | Overlord of the Flower Islands 《海岛霸王花》                                                                      | Lit (蓮)                            | Lay Zhang                      | Yi Han              | A                      |
| 1 | Who? Super Champion!                                                                                               | Football Gang (超级冠军)            | Lu Han                         | He Yifan            | F                      |
| 1 | Who? Super Champion!                                                                                               | Football Gang (超级冠军)            | Lu Han                         | Li Jiahao           | F                      |
| 1 | Who? Super Champion!                                                                                               | Football Gang (超级冠军)            | Lu Han                         | Li Tailong          | F                      |
| 1 | Who? Super Champion!                                                                                               | Football Gang (超级冠军)            | Lu Han                         | Li Zhengting        | F                      |
| 1 | Who? Super Champion!                                                                                               | Football Gang (超级冠军)            | Lu Han                         | Liu Cong            | F                      |
| 1 | Who? Super Champion!                                                                                               | Football Gang (超级冠军)            | Lu Han                         | Liu Yandongji       | F                      |
| 1 | Who? Super Champion!                                                                                               | Football Gang (超级冠军)            | Lu Han                         | Lailai              | F                      |
| 2 | Progressive Boys 《进步男孩儿》                                                                                    | Lover Boy 88                        | Phum Viphurit, Higher Brothers | Chen Junjie         | B                      |
| 2 | Progressive Boys 《进步男孩儿》                                                                                    | Lover Boy 88                        | Phum Viphurit, Higher Brothers | Hiroto              | A                      |
| 2 | Progressive Boys 《进步男孩儿》                                                                                    | Lover Boy 88                        | Phum Viphurit, Higher Brothers | Lin Mo              | B                      |
| 2 | Progressive Boys 《进步男孩儿》                                                                                    | Lover Boy 88                        | Phum Viphurit, Higher Brothers | Zhang Jiayuan       | B                      |
| 2 | Progressive Boys 《进步男孩儿》                                                                                    | Lover Boy 88                        | Phum Viphurit, Higher Brothers | Zhang Teng          | B                      |
| 2 | Progressive Boys 《进步男孩儿》                                                                                    | Lover Boy 88                        | Phum Viphurit, Higher Brothers | Zhang Xingte        | B                      |
| 2 | Dream Team 《梦之队》                                                                                              | Radio                               | Henry Lau                      | Oscar               | C                      |
| 2 | Dream Team 《梦之队》                                                                                              | Radio                               | Henry Lau                      | Gu Liulin           | C                      |
| 2 | Dream Team 《梦之队》                                                                                              | Radio                               | Henry Lau                      | Ling Xiao           | C                      |
| 2 | Dream Team 《梦之队》                                                                                              | Radio                               | Henry Lau                      | Caelan              | C                      |
| 2 | Dream Team 《梦之队》                                                                                              | Radio                               | Henry Lau                      | Patrick             | C                      |
| 2 | Dream Team 《梦之队》                                                                                              | Radio                               | Henry Lau                      | Zhou Keyu           | C                      |
| 3 | Produce Camp College's F6 《创造营学院的F6》                                                                       | Girl (女孩)                         | William Wei                    | Wu Yuheng           | A                      |
| 3 | Produce Camp College's F6 《创造营学院的F6》                                                                       | Girl (女孩)                         | William Wei                    | Wu Hai              | B                      |
| 3 | Produce Camp College's F6 《创造营学院的F6》                                                                       | Girl (女孩)                         | William Wei                    | Xiao Lihuan         | B                      |
| 3 | Produce Camp College's F6 《创造营学院的F6》                                                                       | Girl (女孩)                         | William Wei                    | Yu Gengyin          | B                      |
| 3 | Produce Camp College's F6 《创造营学院的F6》                                                                       | Girl (女孩)                         | William Wei                    | Ryo                 | B                      |
| 3 | Produce Camp College's F6 《创造营学院的F6》                                                                       | Girl (女孩)                         | William Wei                    | Zhang Xinyao        | B                      |
| 3 | 《R2E》 | Yummy                               | Justin Bieber                  | Chen Ruifeng        | C                      |
| 3 | 《R2E》 | Yummy                               | Justin Bieber                  | Fan Zhener          | C                      |
| 3 | 《R2E》 | Yummy                               | Justin Bieber                  | Nine                | C                      |
| 3 | 《R2E》 | Yummy                               | Justin Bieber                  | He Zhenyu           | C                      |
| 3 | 《R2E》 | Yummy                               | Justin Bieber                  | Li Jiaxiang         | C                      |
| 3 | 《R2E》 | Yummy                               | Justin Bieber                  | Wang Zehao          | C                      |
| 3 | 《R2E》 | Yummy                               | Justin Bieber                  | Santa               | C                      |
| 4 | 《Real ME！》 | ME!                                 | Taylor Swift                   | Gui Shangqi         | C                      |
| 4 | 《Real ME！》 | ME!                                 | Taylor Swift                   | Han Peiquan         | C                      |
| 4 | 《Real ME！》 | ME!                                 | Taylor Swift                   | Lindow              | C                      |
| 4 | 《Real ME！》 | ME!                                 | Taylor Swift                   | Luke                | C                      |
| 4 | 《Real ME！》 | ME!                                 | Taylor Swift                   | Qu Boyu             | C                      |
| 4 | 《Real ME！》 | ME!                                 | Taylor Swift                   | Shao Mingming       | C                      |
| 4 | Nobody Knows My Name 《谁人不知我姓名》                                                                            | Jui Kuen (醉拳)                     | Jackie Chan                    | Akezhuli            | B                      |
| 4 | Nobody Knows My Name 《谁人不知我姓名》                                                                            | Jui Kuen (醉拳)                     | Jackie Chan                    | He Yijun            | B                      |
| 4 | Nobody Knows My Name 《谁人不知我姓名》                                                                            | Jui Kuen (醉拳)                     | Jackie Chan                    | Lin Yuxiu           | B                      |
| 4 | Nobody Knows My Name 《谁人不知我姓名》                                                                            | Jui Kuen (醉拳)                     | Jackie Chan                    | Mika                | B                      |
| 4 | Nobody Knows My Name 《谁人不知我姓名》                                                                            | Jui Kuen (醉拳)                     | Jackie Chan                    | Qian Zhengyu        | B                      |
| 4 | Nobody Knows My Name 《谁人不知我姓名》                                                                            | Jui Kuen (醉拳)                     | Jackie Chan                    | Zeng Hanjiang       | B                      |
| 4 | Nobody Knows My Name 《谁人不知我姓名》                                                                            | Jui Kuen (醉拳)                     | Jackie Chan                    | Wei Ziyue           | A                      |
| 5 | Sweetheart Disco Dancers 《甜心迪斯科》                                                                            | Darling (霓虹甜心)                  | Mosaic                         | Ichika              | C                      |
| 5 | Sweetheart Disco Dancers 《甜心迪斯科》                                                                            | Darling (霓虹甜心)                  | Mosaic                         | Xu Shengzi          | C                      |
| 5 | Sweetheart Disco Dancers 《甜心迪斯科》                                                                            | Darling (霓虹甜心)                  | Mosaic                         | Ye Haoran           | C                      |
| 5 | Sweetheart Disco Dancers 《甜心迪斯科》                                                                            | Darling (霓虹甜心)                  | Mosaic                         | Jumpei              | C                      |
| 5 | Sweetheart Disco Dancers 《甜心迪斯科》                                                                            | Darling (霓虹甜心)                  | Mosaic                         | Amu                 | C                      |
| 5 | Sweetheart Disco Dancers 《甜心迪斯科》                                                                            | Darling (霓虹甜心)                  | Mosaic                         | Eisho               | C                      |
| 5 | Sweetheart Bomber 《甜心轰炸机》                                                                                   | Are You Ready (爱YOUREADY爱我READY) | OST of Little Fox Demon Girl   | Li Zekun            | B                      |
| 5 | Sweetheart Bomber 《甜心轰炸机》                                                                                   | Are You Ready (爱YOUREADY爱我READY) | OST of Little Fox Demon Girl   | Lelush              | B                      |
| 5 | Sweetheart Bomber 《甜心轰炸机》                                                                                   | Are You Ready (爱YOUREADY爱我READY) | OST of Little Fox Demon Girl   | Liu Tanghui         | B                      |
| 5 | Sweetheart Bomber 《甜心轰炸机》                                                                                   | Are You Ready (爱YOUREADY爱我READY) | OST of Little Fox Demon Girl   | Wang Xiaochen       | B                      |
| 5 | Sweetheart Bomber 《甜心轰炸机》                                                                                   | Are You Ready (爱YOUREADY爱我READY) | OST of Little Fox Demon Girl   | Xie Xingyang        | B                      |
| 5 | Sweetheart Bomber 《甜心轰炸机》                                                                                   | Are You Ready (爱YOUREADY爱我READY) | OST of Little Fox Demon Girl   | Zheng Mingxin       | B                      |
| 6 | The Dark Night Gave Me Black Eyes, But I Use Them to Look for the Light 《黑夜给了我黑色的眼睛，我却用它寻找光明》 | As a Monster (作为怪物)             | Li Yuchun, Wu Tsing-Fong       | Hu Yetao            | A                      |
| 6 | The Dark Night Gave Me Black Eyes, But I Use Them to Look for the Light 《黑夜给了我黑色的眼睛，我却用它寻找光明》 | As a Monster (作为怪物)             | Li Yuchun, Wu Tsing-Fong       | Cao Zuo             | B                      |
| 6 | The Dark Night Gave Me Black Eyes, But I Use Them to Look for the Light 《黑夜给了我黑色的眼睛，我却用它寻找光明》 | As a Monster (作为怪物)             | Li Yuchun, Wu Tsing-Fong       | Li Peiyang          | B                      |
| 6 | The Dark Night Gave Me Black Eyes, But I Use Them to Look for the Light 《黑夜给了我黑色的眼睛，我却用它寻找光明》 | As a Monster (作为怪物)             | Li Yuchun, Wu Tsing-Fong       | Liu Zhang           | B                      |
| 6 | The Dark Night Gave Me Black Eyes, But I Use Them to Look for the Light 《黑夜给了我黑色的眼睛，我却用它寻找光明》 | As a Monster (作为怪物)             | Li Yuchun, Wu Tsing-Fong       | Lu Dinghao          | B                      |
| 6 | The Dark Night Gave Me Black Eyes, But I Use Them to Look for the Light 《黑夜给了我黑色的眼睛，我却用它寻找光明》 | As a Monster (作为怪物)             | Li Yuchun, Wu Tsing-Fong       | Keiya               | B                      |
| 6 | The Dark Night Gave Me Black Eyes, But I Use Them to Look for the Light 《黑夜给了我黑色的眼睛，我却用它寻找光明》 | As a Monster (作为怪物)             | Li Yuchun, Wu Tsing-Fong       | Xue Bayi            | B                      |
| 6 | Six New Class A Students 《六A新生》                                                                               | Cocoon-Break (破茧)                 | Angela Zhang                   | Yuya                | C                      |
| 6 | Six New Class A Students 《六A新生》                                                                               | Cocoon-Break (破茧)                 | Angela Zhang                   | Gan Wangxing        | C                      |
| 6 | Six New Class A Students 《六A新生》                                                                               | Cocoon-Break (破茧)                 | Angela Zhang                   | Kazuma              | C                      |
| 6 | Six New Class A Students 《六A新生》                                                                               | Cocoon-Break (破茧)                 | Angela Zhang                   | Jing Long           | C                      |
| 6 | Six New Class A Students 《六A新生》                                                                               | Cocoon-Break (破茧)                 | Angela Zhang                   | Nuo Yan             | C                      |
| 6 | Six New Class A Students 《六A新生》                                                                               | Cocoon-Break (破茧)                 | Angela Zhang                   | Yu Yang             | C                      |
| 7 | We're the Chosen Kids 《被选召的孩子们》                                                                           | Buter-Fly                           | Kōji Wada                      | Bo Yuan             | B                      |
| 7 | We're the Chosen Kids 《被选召的孩子们》                                                                           | Buter-Fly                           | Kōji Wada                      | David               | B                      |
| 7 | We're the Chosen Kids 《被选召的孩子们》                                                                           | Buter-Fly                           | Kōji Wada                      | Fu Sichao           | B                      |
| 7 | We're the Chosen Kids 《被选召的孩子们》                                                                           | Buter-Fly                           | Kōji Wada                      | Shingo              | B                      |
| 7 | We're the Chosen Kids 《被选召的孩子们》                                                                           | Buter-Fly                           | Kōji Wada                      | Wei Yujie           | B                      |
| 7 | We're the Chosen Kids 《被选召的孩子们》                                                                           | Buter-Fly                           | Kōji Wada                      | Yuu                 | B                      |
| 7 | We're the Chosen Kids 《被选召的孩子们》                                                                           | Buter-Fly                           | Kōji Wada                      | Zhang Zhang         | B                      |
| 7 | Romantic Cabin 《浪漫小屋》                                                                                        | I Joyfully Like You (我欢喜喜欢你)  | Jiao Mai Qi                    | Andy                | C                      |
| 7 | Romantic Cabin 《浪漫小屋》                                                                                        | I Joyfully Like You (我欢喜喜欢你)  | Jiao Mai Qi                    | Dai Shaodong        | C                      |
| 7 | Romantic Cabin 《浪漫小屋》                                                                                        | I Joyfully Like You (我欢喜喜欢你)  | Jiao Mai Qi                    | Huang Kun           | C                      |
| 7 | Romantic Cabin 《浪漫小屋》                                                                                        | I Joyfully Like You (我欢喜喜欢你)  | Jiao Mai Qi                    | Jiang Dunhao        | C                      |
| 7 | Romantic Cabin 《浪漫小屋》                                                                                        | I Joyfully Like You (我欢喜喜欢你)  | Jiao Mai Qi                    | Lai Yaoxiang        | C                      |
| 7 | Romantic Cabin 《浪漫小屋》                                                                                        | I Joyfully Like You (我欢喜喜欢你)  | Jiao Mai Qi                    | Rong Yao            | C                      |

### Missão 2
| #  | Posição    | Música                                                             | Artista original                         | Time                                                     | Integrantes do time | Votos individuais | Votos totais |
| -- | ---------- | ------------------------------------------------------------------ | ---------------------------------------- | -------------------------------------------------------- | ------------------- | ----------------- | ------------ |
| 1  | Dança      | 《Believer》                                                       | Imagine Dragons                          | Plan A 《A計劃》                                         | Dai Shaodong        | 102               | 624          |
| 1  | Dança      | 《Believer》                                                       | Imagine Dragons                          | Plan A 《A計劃》                                         | Han Peiqian         | 117               | 624          |
| 1  | Dança      | 《Believer》                                                       | Imagine Dragons                          | Plan A 《A計劃》                                         | Hu Yetao            | 132               | 624          |
| 1  | Dança      | 《Believer》                                                       | Imagine Dragons                          | Plan A 《A計劃》                                         | Zhang Xinyao        | 133               | 624          |
| 1  | Dança      | 《Believer》                                                       | Imagine Dragons                          | Plan A 《A計劃》                                         | Zhou Keyu           | 140               | 624          |
| 2  | Vocal      | 《Lemon》                                                          | Kenshi Yonezu                            | We Are In Vain 《我们白著呢》                            | Ye Haoran           | 79                | 413          |
| 2  | Vocal      | 《Lemon》                                                          | Kenshi Yonezu                            | We Are In Vain 《我们白著呢》                            | Nuo Yan             | 24                | 413          |
| 2  | Vocal      | 《Lemon》                                                          | Kenshi Yonezu                            | We Are In Vain 《我们白著呢》                            | Wei Ziyue           | 132               | 413          |
| 2  | Vocal      | 《Lemon》                                                          | Kenshi Yonezu                            | We Are In Vain 《我们白著呢》                            | He Zhenyu           | 70                | 413          |
| 2  | Vocal      | 《Lemon》                                                          | Kenshi Yonezu                            | We Are In Vain 《我们白著呢》                            | Lailai              | 108               | 413          |
| 3  | Dança      | The Whale Incarnates Inside the Isolated Island 《化身孤島的鯨》   | Zhou Shen (周深)                         | Five Whales From An Isolated Island 《五条来自孤岛的鲸》 | Liu Yu              | 160               | 557          |
| 3  | Dança      | The Whale Incarnates Inside the Isolated Island 《化身孤島的鯨》   | Zhou Shen (周深)                         | Five Whales From An Isolated Island 《五条来自孤岛的鲸》 | Qu Boyu             | 88                | 557          |
| 3  | Dança      | The Whale Incarnates Inside the Isolated Island 《化身孤島的鯨》   | Zhou Shen (周深)                         | Five Whales From An Isolated Island 《五条来自孤岛的鲸》 | Xue Bayi            | 136               | 557          |
| 3  | Dança      | The Whale Incarnates Inside the Isolated Island 《化身孤島的鯨》   | Zhou Shen (周深)                         | Five Whales From An Isolated Island 《五条来自孤岛的鲸》 | Zhang Zhang         | 43                | 557          |
| 3  | Dança      | The Whale Incarnates Inside the Isolated Island 《化身孤島的鯨》   | Zhou Shen (周深)                         | Five Whales From An Isolated Island 《五条来自孤岛的鲸》 | Eisho               | 130               | 557          |
| 4  | Dança      | Love Birds 《爱情鸟》                                              | Lin Yilun (林依轮)                       | Love Birds 《爱情鸟》                                    | Fan Zhener          | 64                | 503          |
| 4  | Dança      | Love Birds 《爱情鸟》                                              | Lin Yilun (林依轮)                       | Love Birds 《爱情鸟》                                    | He Yijun            | 79                | 503          |
| 4  | Dança      | Love Birds 《爱情鸟》                                              | Lin Yilun (林依轮)                       | Love Birds 《爱情鸟》                                    | Huang Kun           | 111               | 503          |
| 4  | Dança      | Love Birds 《爱情鸟》                                              | Lin Yilun (林依轮)                       | Love Birds 《爱情鸟》                                    | Jiang Dunhao        | 78                | 503          |
| 4  | Dança      | Love Birds 《爱情鸟》                                              | Lin Yilun (林依轮)                       | Love Birds 《爱情鸟》                                    | Caelan              | 171               | 503          |
| 5  | Composição | High-peaked Item 《峰项》                                          | Rap original                             | Six More (People) to Form a Group 《差六个成团》         | Zeng Hanjiang       | 141               | 768          |
| 5  | Composição | High-peaked Item 《峰项》                                          | Rap original                             | Six More (People) to Form a Group 《差六个成团》         | Lin Mo              | 166               | 768          |
| 5  | Composição | High-peaked Item 《峰项》                                          | Rap original                             | Six More (People) to Form a Group 《差六个成团》         | Liu Zhang           | 174               | 768          |
| 5  | Composição | High-peaked Item 《峰项》                                          | Rap original                             | Six More (People) to Form a Group 《差六个成团》         | Luo Yan             | 150               | 768          |
| 5  | Composição | High-peaked Item 《峰项》                                          | Rap original                             | Six More (People) to Form a Group 《差六个成团》         | Oscar               | 137               | 768          |
| 6  | Composição | 《Fix Me》                                                         | Música original                          | Healing Treasure Box 《疗伤百宝箱》                      | Lu Dinghao          | 107               | 486          |
| 6  | Composição | 《Fix Me》                                                         | Música original                          | Healing Treasure Box 《疗伤百宝箱》                      | Li Luoer            | 62                | 486          |
| 6  | Composição | 《Fix Me》                                                         | Música original                          | Healing Treasure Box 《疗伤百宝箱》                      | Fu Sichao           | 126               | 486          |
| 6  | Composição | 《Fix Me》                                                         | Música original                          | Healing Treasure Box 《疗伤百宝箱》                      | Rong Yao            | 69                | 486          |
| 6  | Composição | 《Fix Me》                                                         | Música original                          | Healing Treasure Box 《疗伤百宝箱》                      | Yu Yang             | 122               | 486          |
| 7  | Vocal      | I Don't Care 《我管你》                                            | Hua Chenyu (华晨宇)                      | What Do You Care About Me Team 《你管我什么队》          | Jing Long           | 109               | 579          |
| 7  | Vocal      | I Don't Care 《我管你》                                            | Hua Chenyu (华晨宇)                      | What Do You Care About Me Team 《你管我什么队》          | Bo Yuan             | 165               | 579          |
| 7  | Vocal      | I Don't Care 《我管你》                                            | Hua Chenyu (华晨宇)                      | What Do You Care About Me Team 《你管我什么队》          | Wu Yuheng           | 133               | 579          |
| 7  | Vocal      | I Don't Care 《我管你》                                            | Hua Chenyu (华晨宇)                      | What Do You Care About Me Team 《你管我什么队》          | Gan Wangxing        | 135               | 579          |
| 7  | Vocal      | I Don't Care 《我管你》                                            | Hua Chenyu (华晨宇)                      | What Do You Care About Me Team 《你管我什么队》          | Shao Mingming       | 37                | 579          |
| 8  | Dança      | 《Therefore I Am》                                                 | Billie Eilish                            | Welcome to Our Amusement Park 《欢迎来到我们的游乐园》   | Zhang Jiayuan       | 165               | 735          |
| 8  | Dança      | 《Therefore I Am》                                                 | Billie Eilish                            | Welcome to Our Amusement Park 《欢迎来到我们的游乐园》   | Lelush              | 142               | 735          |
| 8  | Dança      | 《Therefore I Am》                                                 | Billie Eilish                            | Welcome to Our Amusement Park 《欢迎来到我们的游乐园》   | Xie Xingyang        | 147               | 735          |
| 8  | Dança      | 《Therefore I Am》                                                 | Billie Eilish                            | Welcome to Our Amusement Park 《欢迎来到我们的游乐园》   | Hiroto              | 163               | 735          |
| 8  | Dança      | 《Therefore I Am》                                                 | Billie Eilish                            | Welcome to Our Amusement Park 《欢迎来到我们的游乐园》   | Zhang Teng          | 118               | 735          |
| 9  | Composição | 《Joker》1                                                         | Lay Zhang (张艺兴)                       | 《Five C》                                               | Wu Hai              | 157               | 692          |
| 9  | Composição | 《Joker》1                                                         | Lay Zhang (张艺兴)                       | 《Five C》                                               | Rikimaru            | 153               | 692          |
| 9  | Composição | 《Joker》1                                                         | Lay Zhang (张艺兴)                       | 《Five C》                                               | Santa               | 164               | 692          |
| 9  | Composição | 《Joker》1                                                         | Lay Zhang (张艺兴)                       | 《Five C》                                               | Ren Yinpeng         | 107               | 692          |
| 9  | Composição | 《Joker》1                                                         | Lay Zhang (张艺兴)                       | 《Five C》                                               | Xu Shaolan          | 111               | 692          |
| 10 | Dança      | Snatched by a Crab Claw (Crab Dance) (ปูหนีบอีปิ) 《被螃蟹钳了一下下》 | Pornchantaphon Fitmuan (พร จันทพร พอดีม่วน) | Yangchang Lake's Gods of War 《阳澄湖战神》              | He Yifan            | 105               | 522          |
| 10 | Dança      | Snatched by a Crab Claw (Crab Dance) (ปูหนีบอีปิ) 《被螃蟹钳了一下下》 | Pornchantaphon Fitmuan (พร จันทพร พอดีม่วน) | Yangchang Lake's Gods of War 《阳澄湖战神》              | Ichika              | 149               | 522          |
| 10 | Dança      | Snatched by a Crab Claw (Crab Dance) (ปูหนีบอีปิ) 《被螃蟹钳了一下下》 | Pornchantaphon Fitmuan (พร จันทพร พอดีม่วน) | Yangchang Lake's Gods of War 《阳澄湖战神》              | Wang Xiaochen       | 75                | 522          |
| 10 | Dança      | Snatched by a Crab Claw (Crab Dance) (ปูหนีบอีปิ) 《被螃蟹钳了一下下》 | Pornchantaphon Fitmuan (พร จันทพร พอดีม่วน) | Yangchang Lake's Gods of War 《阳澄湖战神》              | Amu                 | 156               | 522          |
| 10 | Dança      | Snatched by a Crab Claw (Crab Dance) (ปูหนีบอีปิ) 《被螃蟹钳了一下下》 | Pornchantaphon Fitmuan (พร จันทพร พอดีม่วน) | Yangchang Lake's Gods of War 《阳澄湖战神》              | Gui Shangqi         | 37                | 522          |
| 11 | Vocal      | You Better Not Think About Me 《你就不要想起我 》                  | Hebe Tien (田馥甄)                       | You Have to Remember Us Team 《你们真的记得我们队对》    | Yu Gengyin          | 145               | 759          |
| 11 | Vocal      | You Better Not Think About Me 《你就不要想起我 》                  | Hebe Tien (田馥甄)                       | You Have to Remember Us Team 《你们真的记得我们队对》    | Mika                | 150               | 759          |
| 11 | Vocal      | You Better Not Think About Me 《你就不要想起我 》                  | Hebe Tien (田馥甄)                       | You Have to Remember Us Team 《你们真的记得我们队对》    | Patrick             | 156               | 759          |
| 11 | Vocal      | You Better Not Think About Me 《你就不要想起我 》                  | Hebe Tien (田馥甄)                       | You Have to Remember Us Team 《你们真的记得我们队对》    | Zhang Xingte        | 134               | 759          |
| 11 | Vocal      | You Better Not Think About Me 《你就不要想起我 》                  | Hebe Tien (田馥甄)                       | You Have to Remember Us Team 《你们真的记得我们队对》    | Nine                | 174               | 759          |

### Missão 3
| Episode 8: 3rd Evaluation Performance Stage | Episode 8: 3rd Evaluation Performance Stage            | Episode 8: 3rd Evaluation Performance Stage | Episode 8: 3rd Evaluation Performance Stage             | Episode 8: 3rd Evaluation Performance Stage | Episode 8: 3rd Evaluation Performance Stage | Episode 8: 3rd Evaluation Performance Stage |
| #                                           | Música                                                 | Convidados                                  | Time                                                    | Integrantes do time                         | Votos individuais                           | Média dos votos                             |
| ------------------------------------------- | ------------------------------------------------------ | ------------------------------------------- | ------------------------------------------------------- | ------------------------------------------- | ------------------------------------------- | ------------------------------------------- |
| 1                                           | Encode "Cute" and Press Five 《输入法可爱按第五》      | Ju Jingyi (鞠婧祎)                          | Encode Us and Act Cute 《输入我们 打出可爱》            | Mika                                        | 163                                         | 153.5                                       |
| 1                                           | Encode "Cute" and Press Five 《输入法可爱按第五》      | Ju Jingyi (鞠婧祎)                          | Encode Us and Act Cute 《输入我们 打出可爱》            | Nine                                        | 200                                         | 153.5                                       |
| 1                                           | Encode "Cute" and Press Five 《输入法可爱按第五》      | Ju Jingyi (鞠婧祎)                          | Encode Us and Act Cute 《输入我们 打出可爱》            | Wu Yuheng                                   | 156                                         | 153.5                                       |
| 1                                           | Encode "Cute" and Press Five 《输入法可爱按第五》      | Ju Jingyi (鞠婧祎)                          | Encode Us and Act Cute 《输入我们 打出可爱》            | Xue Bayi                                    | 133                                         | 153.5                                       |
| 1                                           | Encode "Cute" and Press Five 《输入法可爱按第五》      | Ju Jingyi (鞠婧祎)                          | Encode Us and Act Cute 《输入我们 打出可爱》            | Zhang Xingte                                | 139                                         | 153.5                                       |
| 1                                           | Encode "Cute" and Press Five 《输入法可爱按第五》      | Ju Jingyi (鞠婧祎)                          | Encode Us and Act Cute 《输入我们 打出可爱》            | Zheng Hanjiang                              | 130                                         | 153.5                                       |
| 2                                           | 《Nana Party》                                         | Mao Xiaotong (毛晓彤)                       | The Summer Becomes Sweet With You 《夏日炎炎 有你真甜》 | Fu Sichao                                   | 148                                         | 129.33                                      |
| 2                                           | 《Nana Party》                                         | Mao Xiaotong (毛晓彤)                       | The Summer Becomes Sweet With You 《夏日炎炎 有你真甜》 | Jing Long                                   | 72                                          | 129.33                                      |
| 2                                           | 《Nana Party》                                         | Mao Xiaotong (毛晓彤)                       | The Summer Becomes Sweet With You 《夏日炎炎 有你真甜》 | Santa                                       | 163                                         | 129.33                                      |
| 2                                           | 《Nana Party》                                         | Mao Xiaotong (毛晓彤)                       | The Summer Becomes Sweet With You 《夏日炎炎 有你真甜》 | Wei Ziyue                                   | 118                                         | 129.33                                      |
| 2                                           | 《Nana Party》                                         | Mao Xiaotong (毛晓彤)                       | The Summer Becomes Sweet With You 《夏日炎炎 有你真甜》 | Xie Xingyang                                | 152                                         | 129.33                                      |
| 2                                           | 《Nana Party》                                         | Mao Xiaotong (毛晓彤)                       | The Summer Becomes Sweet With You 《夏日炎炎 有你真甜》 | Zhang Teng                                  | 123                                         | 129.33                                      |
| 3                                           | Satellite XL 《卫星XL》                                | Amber Liu (刘逸云)                          | Planet 666 《六六六星球》                               | Caelan                                      | 142                                         | 126.8                                       |
| 3                                           | Satellite XL 《卫星XL》                                | Amber Liu (刘逸云)                          | Planet 666 《六六六星球》                               | Hiroto                                      | 108                                         | 126.8                                       |
| 3                                           | Satellite XL 《卫星XL》                                | Amber Liu (刘逸云)                          | Planet 666 《六六六星球》                               | Hu Yetao                                    | 148                                         | 126.8                                       |
| 3                                           | Satellite XL 《卫星XL》                                | Amber Liu (刘逸云)                          | Planet 666 《六六六星球》                               | Rong Yao                                    | 101                                         | 126.8                                       |
| 3                                           | Satellite XL 《卫星XL》                                | Amber Liu (刘逸云)                          | Planet 666 《六六六星球》                               | Yu Genyin                                   | 135                                         | 126.8                                       |
| 4                                           | Adventure Plan 《冒险计划》                            | Meng Meiqi (孟美岐)                         | The Big Adventurers 《大冒险家》                        | Amu                                         | 135                                         | 111.5                                       |
| 4                                           | Adventure Plan 《冒险计划》                            | Meng Meiqi (孟美岐)                         | The Big Adventurers 《大冒险家》                        | Bo Yuan                                     | 141                                         | 111.5                                       |
| 4                                           | Adventure Plan 《冒险计划》                            | Meng Meiqi (孟美岐)                         | The Big Adventurers 《大冒险家》                        | Liu Yu                                      | 96                                          | 111.5                                       |
| 4                                           | Adventure Plan 《冒险计划》                            | Meng Meiqi (孟美岐)                         | The Big Adventurers 《大冒险家》                        | Wu Hai                                      | 150                                         | 111.5                                       |
| 4                                           | Adventure Plan 《冒险计划》                            | Meng Meiqi (孟美岐)                         | The Big Adventurers 《大冒险家》                        | Zhang Xinyao                                | 147                                         | 111.5                                       |
| 5                                           | Jade 《 璧 》                                          | Liu Xiening (刘些宁)                        | The Necessary (Team) 《必须的(队）》                    | Liu Zhang                                   | 147                                         | 106.7                                       |
| 5                                           | Jade 《 璧 》                                          | Liu Xiening (刘些宁)                        | The Necessary (Team) 《必须的(队）》                    | Oscar                                       | 97                                          | 106.7                                       |
| 5                                           | Jade 《 璧 》                                          | Liu Xiening (刘些宁)                        | The Necessary (Team) 《必须的(队）》                    | Patrick                                     | 140                                         | 106.7                                       |
| 5                                           | Jade 《 璧 》                                          | Liu Xiening (刘些宁)                        | The Necessary (Team) 《必须的(队）》                    | Rikimaru                                    | 136                                         | 106.7                                       |
| 5                                           | Jade 《 璧 》                                          | Liu Xiening (刘些宁)                        | The Necessary (Team) 《必须的(队）》                    | Zhang Jiayuan                               | 118                                         | 106.7                                       |
| 5                                           | Jade 《 璧 》                                          | Liu Xiening (刘些宁)                        | The Necessary (Team) 《必须的(队）》                    | Zhou Keyu                                   | 109                                         | 106.7                                       |
| 6                                           | It's Raining, I'm Thinking of You 《下雨了是我在想你》 | Nene / Zheng Naixin (郑乃馨)                | If You're Insincere, Do Not Disturb 《灰诚勿扰》        | Gan Wangxing                                | 95                                          | 101                                         |
| 6                                           | It's Raining, I'm Thinking of You 《下雨了是我在想你》 | Nene / Zheng Naixin (郑乃馨)                | If You're Insincere, Do Not Disturb 《灰诚勿扰》        | He Yifan                                    | 110                                         | 101                                         |
| 6                                           | It's Raining, I'm Thinking of You 《下雨了是我在想你》 | Nene / Zheng Naixin (郑乃馨)                | If You're Insincere, Do Not Disturb 《灰诚勿扰》        | Lelush                                      | 161                                         | 101                                         |
| 6                                           | It's Raining, I'm Thinking of You 《下雨了是我在想你》 | Nene / Zheng Naixin (郑乃馨)                | If You're Insincere, Do Not Disturb 《灰诚勿扰》        | Lin Mo                                      | 177                                         | 101                                         |
| 6                                           | It's Raining, I'm Thinking of You 《下雨了是我在想你》 | Nene / Zheng Naixin (郑乃馨)                | If You're Insincere, Do Not Disturb 《灰诚勿扰》        | Ren Yinpeng                                 | 63                                          | 101                                         |

### Performance final
| # | Música                                   | Integrantes   |
| - | ---------------------------------------- | ------------- |
| 1 | 《 Be Mine 》                            | Mika          |
| 1 | 《 Be Mine 》                            | Caelan        |
| 1 | 《 Be Mine 》                            | Lin Mo        |
| 1 | 《 Be Mine 》                            | Lelush        |
| 1 | 《 Be Mine 》                            | Zhang Jiayuan |
| 1 | 《 Be Mine 》                            | Xue Bayi      |
| 1 | 《 Be Mine 》                            | Wu Yuheng     |
| 1 | 《 Be Mine 》                            | Fu Sichao     |
| 2 | 《 Definition 》                         | Bo Yuan       |
| 2 | 《 Definition 》                         | Hiroto        |
| 2 | 《 Definition 》                         | Gan Wangxing  |
| 2 | 《 Definition 》                         | Zhang Xingte  |
| 2 | 《 Definition 》                         | Zhang Xinyao  |
| 2 | 《 Definition 》                         | Ren Yinpeng   |
| 2 | 《 Definition 》                         | Amu           |
| 2 | 《 Definition 》                         | Yu Genyin     |
| 2 | 《 Definition 》                         | Hu Yetao      |
| 3 | 《We Are The Youth, We Are The Future 》 | Liu Yu        |
| 3 | 《We Are The Youth, We Are The Future 》 | Santa         |
| 3 | 《We Are The Youth, We Are The Future 》 | Rikimaru      |
| 3 | 《We Are The Youth, We Are The Future 》 | Patrick       |
| 3 | 《We Are The Youth, We Are The Future 》 | Nine          |
| 3 | 《We Are The Youth, We Are The Future 》 | Zhou Keyu     |
| 3 | 《We Are The Youth, We Are The Future 》 | Liu Zhang     |
| 3 | 《We Are The Youth, We Are The Future 》 | Oscar         |

| Performances solo | Performances solo   | Performances solo                  | Performances solo           |
| Time              | Integrantes do time | Música                             | Artista original            |
| ----------------- | ------------------- | ---------------------------------- | --------------------------- |
| Vocal A           | Wu Yuheng           | A Word of Love 《爱就一个字》      | Jeff Chang                  |
| Vocal A           | Zhang Xingte        | The Chaos After You 《如果雨之后》 | Eric Chou                   |
| Vocal A           | Gan Wangxing        | MaMa and PaPa 《爸爸妈妈》         | Li Ronghao                  |
| Vocal A           | Fu Sichao           | A Normal Child 《普通的孩子》      | Fu Sichao                   |
| Vocal A           | Caelan              | Together Again 《再一起》          | Yu Jiayun                   |
| Vocal A           | Zhang Jiayuan       | The Ocean of Universe 《宇宙海》   | Zhang Jiayuan               |
| Vocal A           | Yu Gengyin          | 《他不懂》                         | Jason Zhang                 |
| Vocal A           | Nine                | Sun 《太阳》                       | PikA                        |
| Dança             | Patrick             | Bad and Boujee                     | Migos                       |
| Dança             | Ren Yinpeng         | Make a Wish (English Ver.)         | NCT U                       |
| Dança             | Lin Mo              | Everything I Wanted                | Billie Eilish               |
| Dança             | Hu Yetao            | Ugly Beauty 《怪美的》             | Jolin Tsai                  |
| Dança             | Hiroto              | Fun                                | Pitbull ft. Chris Brown     |
| Dança             | Oscar               | Monster                            | Shawn Mendes, Justin Bieber |
| Dança             | Zhang Xinyao        | Carbonyl                           |                             |
| Dança             | Santa               | Farewell                           | Yu Yang                     |
| Dança             | Rikimaru            | Bum Bum Tam Tam                    | MC Fioti                    |
| Dança             | Liu Yu              | 《关山酒》                         | Xiao Hun                    |
| Vocal B           | Amu                 | Legend of Hungry Wolf 《餓狼傳說》 | Jacky Cheung                |
| Vocal B           | Xue Bayi            | Matriarchy 《母系社会》            | aMEI                        |
| Vocal B           | Liu Zhang           | 《穿越时空的信》                   | Liu Zhang                   |
| Vocal B           | Mika                | Flower                             | Johny Stimson               |
| Vocal B           | Lelush              | Jackpot                            | Mr Lambo                    |
| Vocal B           | Zhou Keyu           | JULY                               | Kris Wu                     |
| Vocal B           | Bo YUan             | Pop                                | NSYNC                       |

## Eliminações

#### Legenda
| Participantes          | Participantes          | Participantes          | Participantes         | Participantes            |
| ---------------------- | ---------------------- | ---------------------- | --------------------- | ------------------------ |
| Liu Yu (刘宇)          | Santa (赞多)           | Rikimaru (力丸)        | Mika (米卡)           | Nine (高卿尘)            |
| Lin Mo (林墨)          | Bo Yuan (伯远)         | Zhang Jiayuan (张嘉元) | Patrick (尹浩宇)      | Zhou Keyu (周柯宇)       |
| Liu Zhang (刘彰)       | Caelan (庆怜)          | Oscar (奥斯卡)         | Gan Wangxing (甘望星) | Hiroto (井汲大翔)        |
| Zhang Xingte (张星特)  | Lelush (利路修)        | Wu Yuheng (吴宇恒)     | Ren Yinpeng (任胤蓬)  | Zhang Xinyao (张欣尧)    |
| Yu Gengyin (俞更寅)    | Fu Sichao (付思超)     | Hu Yetao (胡烨韬)      | Amu (羽生田挙武)      | Xue Bayi (薛八一)        |
| Jing Long (井胧)       | Zeng Hanjiang (曾涵江) | Xie Xingyang (谢兴阳)  | Wu Hai (吴海)         | He Yifan (何屹繁)        |
| Wei Ziyue (魏子越)     | Zhang Teng (张腾)      | Rong Yao (荣耀)        | Gui Shangqi (贵尚奇)  | Ichika (上原一翔)        |
| Nuo Yan (諾言)         | Luo Yan (罗言)         | Eisho (佐藤永翔)       | Ye Haoran (叶皓然)    | Han Peiquan (韩佩泉)     |
| Lu Dinghao (陸定昊)    | Shao Mingming (邵明明) | Li Luoer (李洛尔)      | Yu Yang (于洋)        | Wang Xiaochen (王孝辰)   |
| Qu Boyu (屈柏宇)       | Jiang Dunhao (蒋敦豪)  | Dai Shaodong (代少冬)  | Huang Kun (黄鲲)      | Lailai (一之濑飞鸟)      |
| He Zhenyu (何圳煜)     | Xu Shaolan (徐绍岚)    | He Yijun (何懿峻)      | Zhang Zhang (张璋)    | Fan Zhener (范臻尔)      |
| David (大卫)           | Li Zekun (李泽坤)      | Lin Yuxiu (林煜修)     | Li Jiahao (李家豪)    | Yuya (都筑雄哉)          |
| Liu Tanghui (刘唐辉)   | Yi Han (怿涵)          | Yuu (喜内優心)         | Li Jiaxiang (李嘉祥)  | Lai Yaoxiang (赖耀翔)    |
| Cao Zuo (曹左)         | Ling Xiao (凌箫)       | Li Peiyang (李沛洋)    | Li Zhengting (李政庭) | Shingo (门胁慎刚)        |
| Lindow (林豆)          | Ryo (原部凌)           | Chen Junjie (陈俊洁)   | Xiao Lihuan (肖力桓)  | Liu Yandongji (刘严冬季) |
| Zheng Mingxin (郑明鑫) | Liu Cong (刘聪)        | Keiya (田口馨也)       | Gu Liulin (谷柳霖)    | Wei Yujie (韦语节)       |
| Andy (安迪)            | Akezhuli (阿克朱力)    | Qian Zhengyu (钱政宇)  | Luke (卢克)           | Chen Ruifeng (陈瑞丰)    |
| Li Tailong (李泰龙)    | Jumpei (隅田隼平)      | Xu Shengzi (徐圣兹)    | Wang Zehao (王泽浩)   | Kazuma (和马)            |